# Amanda Redman
Amanda Jacqueline Redman (Brighton, 12 agosto 1957) è un'attrice inglese nota principalmente per il ruolo da protagonista nella serie televisiva New Tricks - Nuove tracce per vecchie volpi.

## Biografia
Amanda Redman è nata a Brighton . Il padre era originario dello Yorkshire mentre sua madre è nata in India ed era la figlia di un soldato dell'esercito indiano britannico. Il padre, che aveva due anni meno di sua madre, morì all'età di 51 anni nel 1980, quando la Redman aveva 23 anni. La Redman aveva un fratello, morto nel 2012.
Amanda Redman è stata gravemente sfregiata sul braccio sinistro in seguito a un incidente quando aveva 18 mesi. È stata infatti scottata con una padella di zuppa bollente e ha subito ustioni sul 75% del suo corpo. Il braccio era l'unica parte del corpo permanentemente colpita, ma il trauma fu così grave che venne inizialmente dichiarata clinicamente morta. 

### Carriera
Amanda Redman si è formata alla Bristol Old Vic Theatre School. 
Nel 1984 ha interpretato Marina nella produzione della BBC Pericle, Prince of Tyre al fianco di Mike Gwilym. Ha anche interpretato Maxine in Oxbridge Blues, una miniserie televisiva britannica, prodotta dalla BBC e presentata per la prima volta nel 1984 da Frederick Raphael.
Ha recitato al fianco di Liv Ullmann in Richard's Things (1980), subentrando ad Alfred Molina nel film commedia El CID, interpretando una nuova protagonista femminile nella serie, e interpretando Diana Dors nel film TV The Blonde Bombshell (1999). 
Ha recitato nelle prime due stagioni  serie televisiva di Dangerfield nel 1995, interpretando Joanna Stevens, e ha interpretato un ruolo in Taggart lo stesso anno. Nel 2000 ha interpretato Deedee Dove nel film Sexy Beast. Dal 2000 al 2003 ha interpretato Alison Braithwaite, una donna la cui vita viene sconvolta dopo aver vinto la lotteria. 
A partire dal 2003, la Redman ha interpretato il ruolo del detective Sandra Pullman nella serie New Tricks della BBC, ruolo che le ha valso la notorietà al grande pubblico.
Ha ricevuto la nomination ai BAFTA TV Award per la serie TV At Home with the Braithwaites (2000-2003).

## Filmografia

### Cinema
- Gli amori di Richard (Richard's Things), regia di Anthony Harvey (1980)
- Broad Street, regia di Peter Webb (1984)
- Dio salvi la regina (For Queen & Country), regia di Martin Stellman (1988)
- Sexy Beast - L'ultimo colpo della bestia (Sexy Beast), regia di Jonathan Glazer (2000)
- Scoop, regia di Philip Martin (2024)

### Televisione
- Il brivido dell'imprevisto – serie TV, 2 episodi (1980)
- L'ora di Agatha Christie – serie TV, episodio 1x09 (1982)
- L'asso della Manica (Bergerac) – serie TV, episodio 4x10 (1986)
- Ruth Rendell Mysteries – serie TV, 4 episodi (1991-1996)
- EI C.I.D. – serie TV, 6 episodi (1992)
- Casualty – serie TV, episodi 7x16 (1993)
- Demob – serie TV, 6 episodi  (1993)
- Taggart – serie TV, episodio 11x06 (1995)
- Dangerfield – serie TV 18 episodi (1995)
- Beck – serie TV, 6 episodi (1996)
- Hope & Glory – serie TV, 10 episodi (1999-2000)
- At Home with the Braithwaites – serie TV, 26 episodi (2000-2003)
- New Tricks - Nuove tracce per vecchie volpi (New Tricks) – serie TV, 84 episodi (2003-2013)
- Little Dorrit – miniserie TV, 11 puntate (2008)
- Honest – serie TV, 6 episodi (2008)
- The Good Karma Hospital – serie TV, 24 episodi (2017-2022)